# إيليس رينولدز
إيليس رينولدز (25 مارس 1969 ببريدجبورت في الولايات المتحدة - ) (بالهولندية: Elise Reynolds)‏ هي رسامة ولاعبة كريكت هولندية. شاركت مع منتخب هولندا للكريكت.